# Afbreken in de Nederlandse spelling
Afbreken is het aanbrengen van een scheiding tussen twee opeenvolgende lettergrepen van een woord. Deze scheiding wordt aangegeven door middel van een afbreekteken.

## Regels
Voor het afbreken gelden in de Nederlandse spelling de volgende regels, in de aangegeven volgorde.
1. Samenstellingen worden afgebroken tussen de samenstellende delen. (Zie echter regel [3] voor samenstellingen van Griekse en Latijnse herkomst.) Een tussenletter blijft bij het eerste deel.
pijn-appel, aard-appel, al-om, als-of, angst-schreeuw, eenden-eiland, geluids-hinder, heel-al, herders-hond, kort-om, lieve-heers-beestje, meest-al, met-een, voort-aan, val-kuil (om dieren te vangen), valk-uil (een vogel).
2. Bij afleidingen bepaalt het grondwoord de afbreekplaats. (Zie echter regel [3] voor afleidingen van Griekse en Latijnse herkomst.)
boom-pje, her-indeling, klein-tje, on-terecht, ont-zettend, ver-ont-rust, breed-te, dek-sel, duur-ste, wijs-te, naai-ster, was-ster, koe-tje (kleine koe), koet-je (kleine koet) .
2a. Regel 2 geldt niet voor achtervoegsels die met een klinker beginnen. In deze gevallen gaat één medeklinkerletter mee naar de volgende regel.
ba-len, gees-ten, kou-welijk, tui-nier, zie-lig.
Deze uitzonderingsregel geldt niet in de volgende drie gevallen.
1. Het achtervoegsel -achtig krijgt geen medeklinkerletter mee. Het is dus geel-achtig, maar ge-lig.
2. Het achtervoegsel -aard krijgt geen medeklinkerletter mee. Het is dus laf-aard, wreed-aard; niettemin: bas-taard, grijn-zaard, vein-zaard en Span-jaard.
3. Als het grondwoord eindigt op een medeklinkerletter plus st, dan gaat st mee naar de volgende regel: afkom-stig, oog-sten, gebar-sten.

Bij woordafbreking vóór de verkleiningsuitgang vervalt de klinkerverandering of de apostrof: vlaatje – vla-tje, cafeetje – café-tje, skietje – ski-tje, autootje – auto-tje, reçuutje – reçu-tje; tiramisu'tje – tiramisu-tje, baby'tje – baby-tje, cd'tje – cd-tje.
Bij een vernederlandst verkleinwoord van een grondwoord dat eindigt op -ade, -ave, -ffe, -ine, -ppe, -tte, -ule, -ure of -ute blijft het gewijzigde grondwoord behouden: karbonaad-je, enclaaf-je, giraf-je, machien-tje, envelop-je, disket-je, molecuul-tje, blessuur-tje, parachuut-je.
3. Samenstellingen en afleidingen van Griekse of Latijnse herkomst waarvan de delen niet meer als zodanig worden herkend, worden niet afgebroken volgens regel [1] of [2] maar volgens regel [6]. Dus niet mon-archie maar mo-narchie, niet pan-orama maar pa-norama, niet red-igeren maar re-digeren, niet re-spect maar res-pect.
Bij woorden waarin het Griekse of Latijnse woorddeel wel als zodanig wordt herkend, blijven de regels [1] en [2] van kracht. Vergelijk trans-actie en tran-sept.
4. Tussen opeenvolgende klinkerletters mag worden afgebroken wanneer die klinkerletters samen geen aanduiding vormen voor één klank, zoals eu, oe, ui, aai, ooi en oei. (Zie voor andere voorbeelden paragraaf 2.1 onder [3], [5] en [6].) appreci-eert, individu-eel, lui-er, ri-ool, koei-en.
5. Er mag niet zodanig worden afgebroken dat een lettergreep van één klinkerteken apart komt te staan aan het einde of het begin van een regel. Dit geldt ook voor woorden die onderdeel zijn van een samenstelling of afleiding. Dus niet: a-drenaline of studi-o. En ook niet: mensa-pen of vide-oachtig.
De y tussen klinkers blijft bij het eerste woorddeel als het woord (meestal) op zijn Frans wordt uitgesproken: employ-ee, flamboy-ant, loy-auteit, relay-eren. Anders gaat de y naar het tweede woorddeel: lo-yaal, ra-yon, ro-yeren.
6. Tussen niet opeenvolgende klinkerletters mag zodanig worden afgebroken dat zo veel mogelijk medeklinkerletters naar de volgende regel gaan: wa-ter, ka-trol, pro-gramma, ven-ster.
Bij regel 6 gelden twee voorwaarden.
1. Er mag geen onwelgevormd spellingbeeld van het eerste deel ontstaan. Dat wil zeggen: a. het eerste deel moet een lettergreepeinde kunnen zijn, dus niet naa-ste maar naas-te. De afbreking mag geen aanleiding geven tot een andere uitspraak, dus niet reg-lement maar re-glement, niet rec-lame maar re-clame, niet Alp-hen maar Al-phen.
2. Het tweede deel moet uitspreekbaar blijven: niet am-bten maar amb-ten. Het is dus niet de spelling, maar de uitspraak die bepaalt of een combinatie aan het begin van een lettergreep kan staan: boed-dhist, Ma-ghreb. De verkleiningsuitgang -kje wordt als uitspreekbaar beschouwd: harin-kje.

Verder gelden nog de volgende afspraken.
a. De combinaties st en sp worden afgebroken na de s: indus-trie, mees-ter, oes-ter, pis-tool, has-pel, hos-pes. Als st of sp wordt voorafgegaan door een medeklinker, gaat st resp. sp naar het tweede woorddeel: bor-stel, ham-ster, mon-ster, Pink-steren, ker-spel, Nun-speet.
b. De combinatie ch telt als één medeklinker: bo-chel, goo-chem, li-chaam.
c. De combinaties ng en nj tellen als twee medeklinkers: konin-gin, oran-je.
d. Voor en na een tussen klinkers staande x wordt niet afgebroken in een ongeleed woord(deel), niet ex-amen maar exa-men, niet ex-otisch maar exo-tisch. Wel ex-tra, manx-kat, mar-xist, fax-apparaat, sfinx-achtig.
e. Bij woordafbreking vervalt het trema bij de letter die na het afbreekteken komt: beëindigen wordt be-eindigen of beëin-digen of beëindi-gen, ruïne wordt ru-ine of ruï-ne. (Zie Nederlandse spelling (trema))

## Bron
De tekst op deze pagina of een eerdere versie daarvan is afkomstig uit Bijlage 1 van het Spellingbesluit, via de website van de Nederlandse overheid